# XVI SS Korps
Het XVI SS-Legerkorps (Duits: XVI. Waffen-Armeekorps der SS) was een Duits legerkorps van de Waffen-SS tijdens de Tweede Wereldoorlog.

## Krijgsgeschiedenis XVI SS-legerkorps
Op 1 januari 1945 werd het XVI. Waffen-Armeekorps der SS opgericht ter verdediging van de sector Schneidemühl en Bromberg in Pommeren.  Het korps kreeg de beschikking over een Kampfgrüppe van de 32e Infanteriedivisie en de 15e Letse Waffen-Grenadier-Division der SS, maar beschikte niet over ondersteunende eenheden zoals artillerie en transport.  Na een kort gevecht was het korps gedwongen om zich terug te trekken naar Mecklenburg. Gedurende de terugtocht viel het korps uiteen.

## Commandanten
| Rang                                           | Naam            | Begin                             | Eind                          | Opmerking                                                                              |
| ---------------------------------------------- | --------------- | --------------------------------- | ----------------------------- | -------------------------------------------------------------------------------------- |
| SS-Obergruppenführer en Generaal der Waffen-SS | Karl Demelhuber | 15 januari 1945 - 24 januari 1945 | 19 februari 1945 - april 1945 | m. d. F. b. (mit der Führung beauftragt) (vrije vertaling: met het leiderschap belast) |

## Stafchef van het XVI SS-legerkorps
| Rang          | Naam     | Begin           | Eind            | Opmerking |
| ------------- | -------- | --------------- | --------------- | --- |
| SS-Oberführer | Adolf Ax | 15 januari 1945 | 26 januari 1945 | Op 26 januari 1945 als tijdelijke vervanger voor Herbert von Obwürzer van het 15. Waffen-Grenadier-Division der SS (lettische Nr. 1) overgeplaatst. |